# Vilivere
Vilivere är en ort i Estland. Den ligger i Kohila kommun och landskapet Raplamaa, i den västra delen av landet, 26 km söder om huvudstaden Tallinn. Vilivere ligger 58 meter över havet och antalet invånare är 206.
Terrängen runt Vilivere är mycket platt. Runt Vilivere är det ganska tätbefolkat, med 108 invånare per kvadratkilometer. Närmaste större samhälle är Kohila, 4,5 km sydost om Vilivere. I omgivningarna runt Vilivere växer i huvudsak blandskog.